# ビリノ・ポリェ
ビリノ・ポリェ（Bilino Polje）は、ボスニア・ヘルツェゴビナ・ゼニツァにあるサッカー専用競技場。NKチェリク・ゼニツァのホームスタジアムであり、サッカーボスニア・ヘルツェゴビナ代表の試合でも使用されている。収容人数は15,292人。

## 歴史
1972年にNKチェリク・ゼニツァの新しいホームスタジアムとして建設された。
1996年には初の代表戦としてアルバニア代表との親善試合が開催され、ボスニア・ヘルツェゴビナ代表が2-0で勝利した。ボスニア・ヘルツェゴビナ代表は長らく、ビリノ・ポリェで負けたことがなかったため、他国の代表にとっては難所として知られていた。1995年から2006年10月までの期間、ボスニア・ヘルツェゴビナ代表はビリノ・ポリェで開催された15試合で無敗を続けた。

## ギャラリー

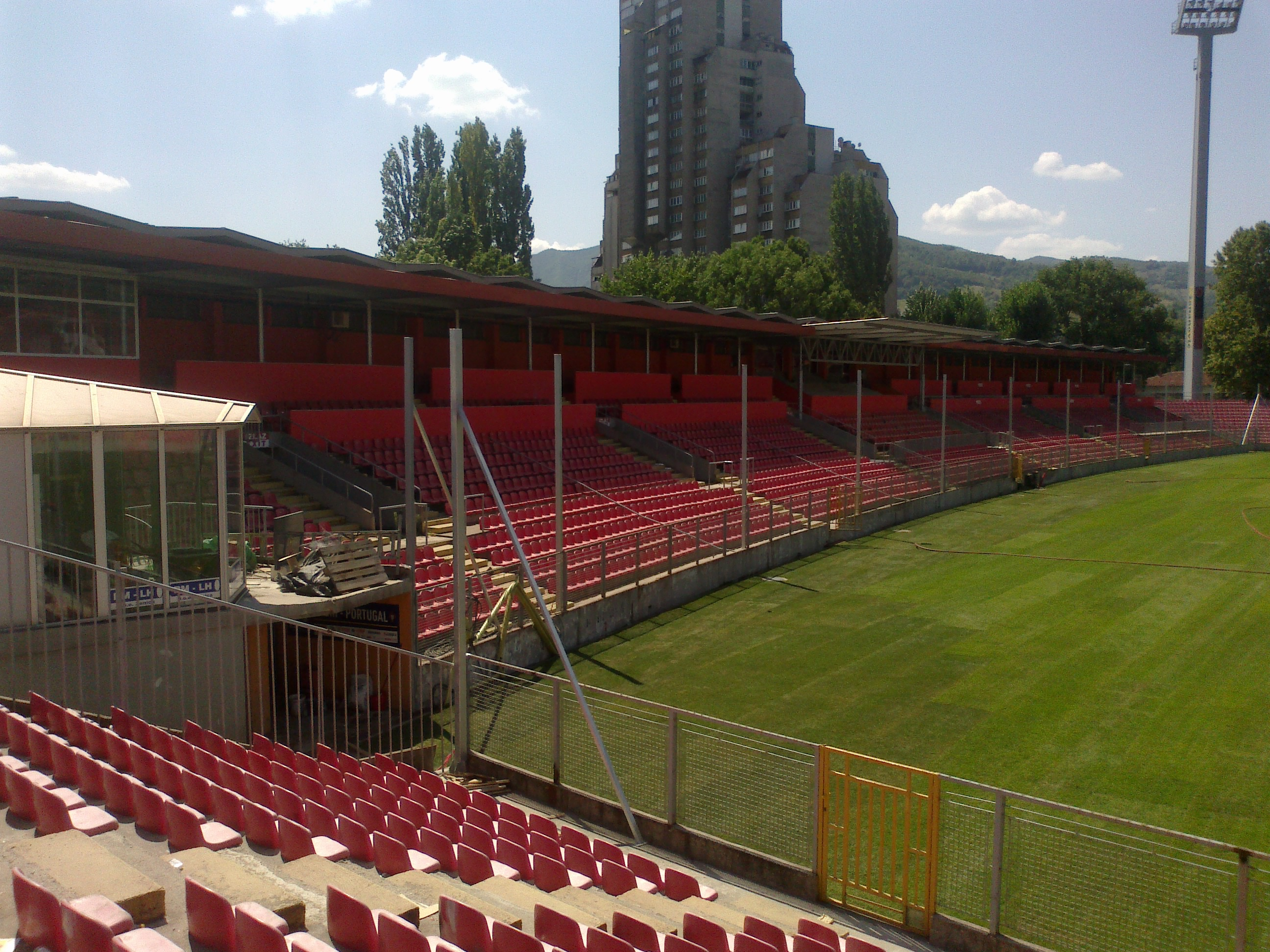
東スタンド
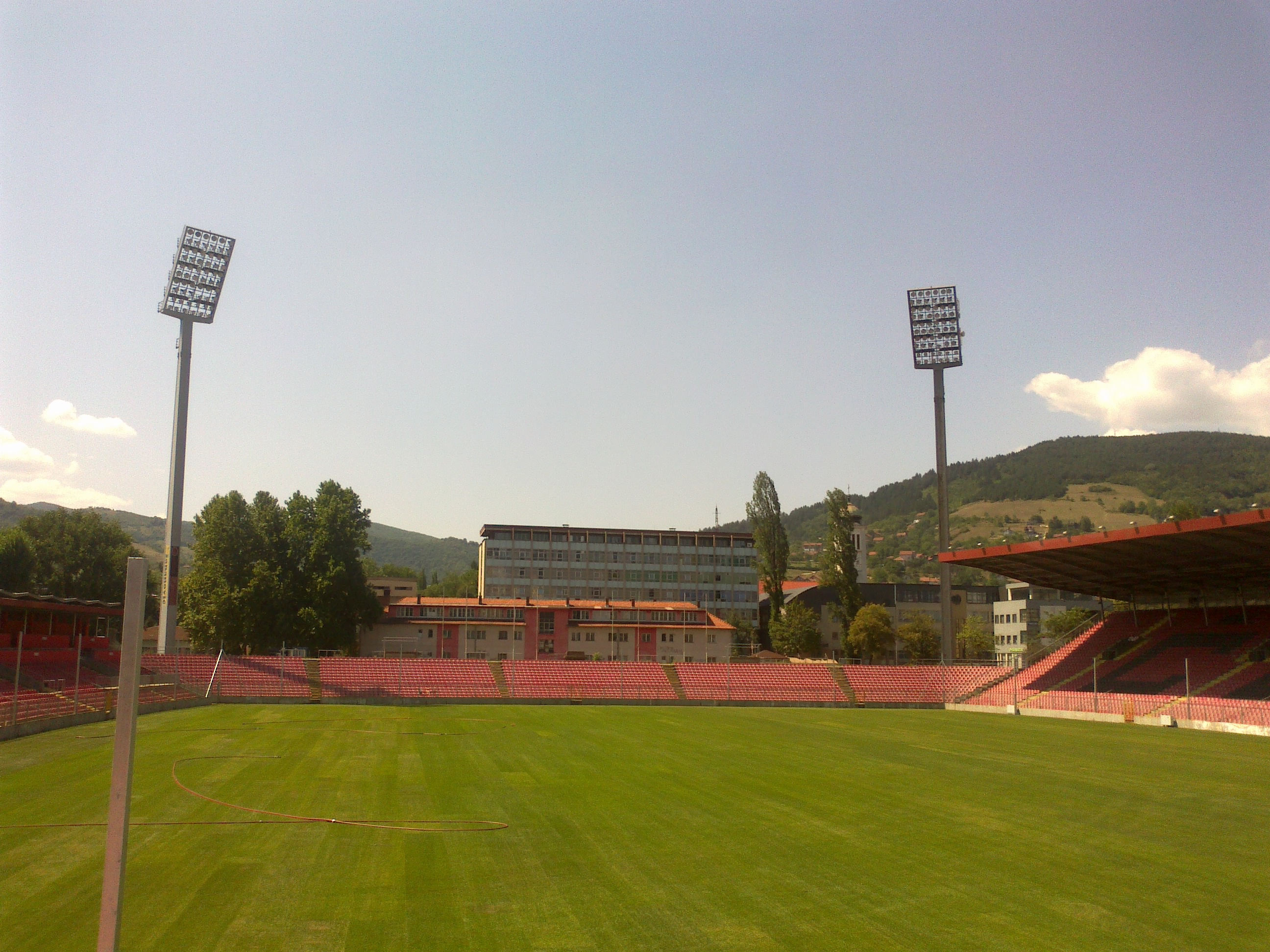
南スタンド
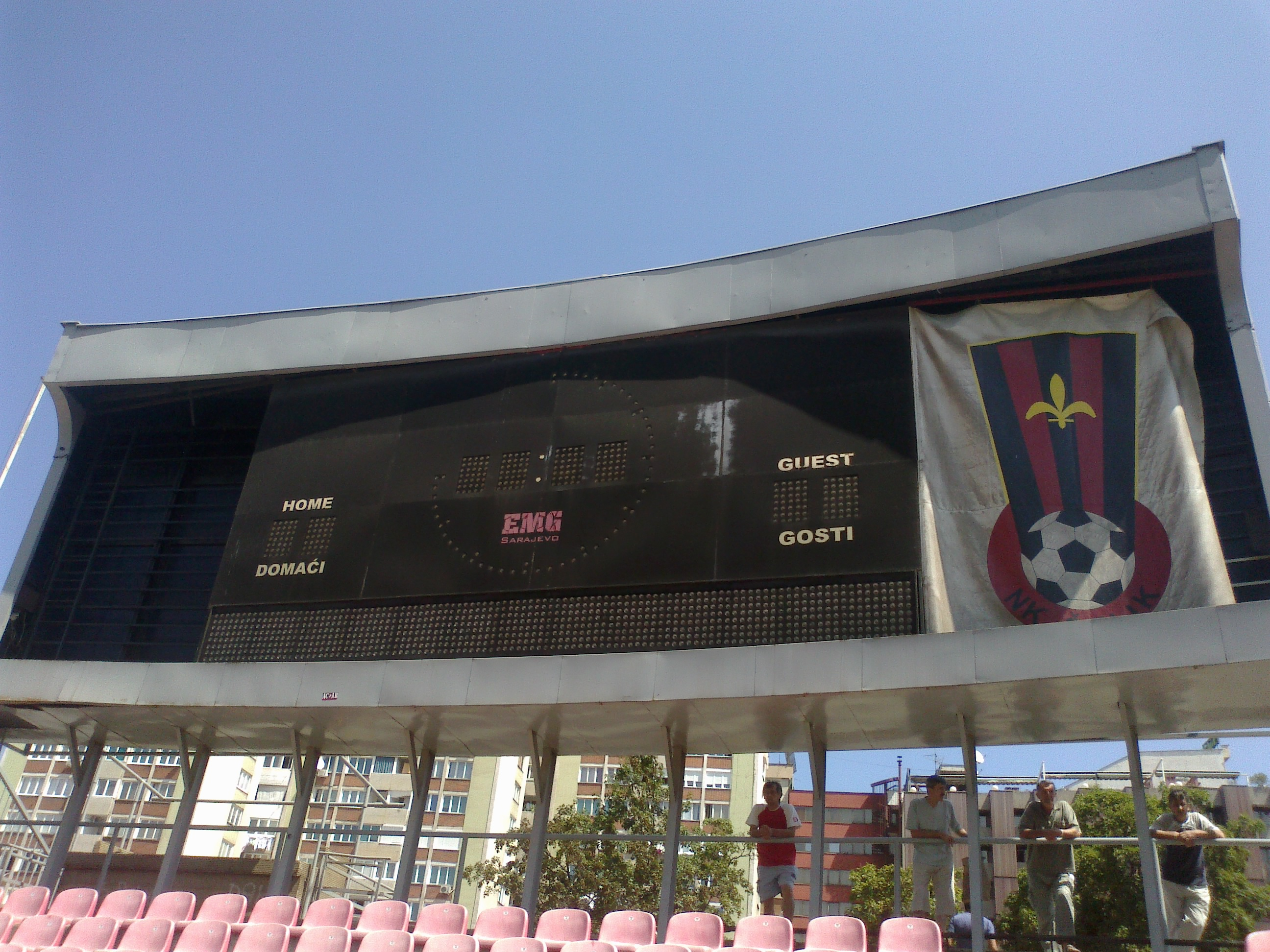
北スタンドのスコアボード
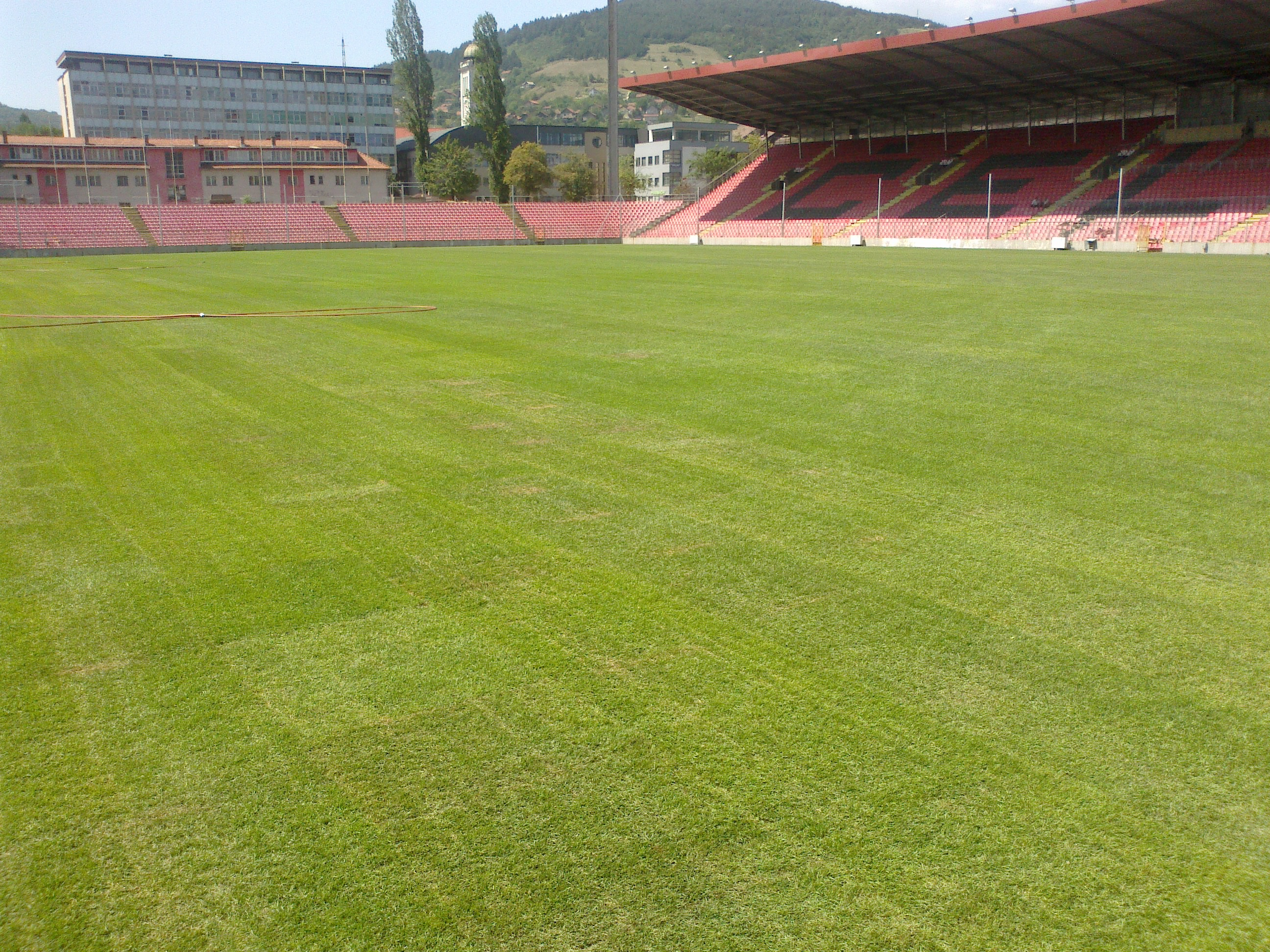
ピッチ